# Åsbro
Åsbro is een plaats in de gemeente Askersund in het landschap Närke en de provincie Örebro län in Zweden. De plaats heeft 1145 inwoners (2005) en een oppervlakte van 211 hectare.

## Verkeer en vervoer
Bij de plaats loopt de Riksväg 50.
De plaats heeft een station aan een spoorlijn.